# Păsări de pradă (film din 1948)
Păsări de pradă (titlul original: în cehă Dravci) este un film dramatic cehoslovac, realizat în 1948 de regizorul Jiří Weiss, după nuvela „Podul” de M. Fabery, protagoniști fiind actorii Vítězslav Vejražka, Ladislav H. Struna, Marie Nademlejnská, Saša Rašilov. 

## Distribuție
- Vítězslav Vejražka – ing. František Rýdl
- Ladislav H. Struna – Václav Rýdl, tatăl lui Rýdl
- Marie Nademlejnská – Marie Rýdlová, mama lui Rýdl
- Saša Rašilov – Martin Žůrek, secretar al Cooperativei de construcții
- Jindřich Plachta – Antonín Carda, Grădinarul
- Jiří Plachý – Novotný, proprietar al companiei de construcții
- Bohuš Záhorský – comerciantul Kristián Krofta
- Viola Zinková – Irena, fiica lui Kroft
- Jana Mikulová – Růžena, un lucrător
- Otomar Krejča – Hrubý
- Yvonne Šebesťáková – Catherine, soția lui Hrubý
- Světla Svozilová – văduva Máňa Koubová
- Miloš Nedbal – dr. Dvořák, Secretar al MNV
- Lída Myšáková – Jindřiška, soția lui Dvořák
- Michaela Lišková – Alenka Dvořáková
- Vojta Plachý-Tůma – membru al MNV
- Miloš Hájek – Sezima, constructor
- František Marek – directorul băncii de credit
- Lída Plachá – Fialová
- Rudolf Princ – reprezentantul sindicatului
- Karel Houska – Sekanina
- Miloš Vavruška – Julek Carda
- Jaroslav Seník – președintele MNV
- Zdeněk Kryzánek – Jenda, prietenul lui Růžena